# 3544 Borodino
A 3544 Borodino (ideiglenes jelöléssel 1977 RD4) a Naprendszer kisbolygóövében található aszteroida. Nyikolaj Sztyepanovics Csernih fedezte fel 1977. szeptember 7-én.